# Покољ на Цетињу 1944.
Покољ на Цетињу 1944. је био масакр 28 Цетињана на њемачкој окупираној територији Црне Горе (данашња Црна Гора) који су починили југословенски партизани предвођени комунистима 13. и 14. новембра 1944. године. Од јуна 1941. тврдолинијашки елементи Комунистичке партије у Црној Гори доживљавали су устанак против окупатора Сила Осовине као прву фазу комунистичке револуције, борећи се против својих наводних класних непријатеља. Комунистички терор окренуо је значајан дио становништва у Црној Гори против снага предвођених комунистима.
Партизани су у новембру 1944. успјели да поразе четнике како би стекли контролу над територијом Црне Горе коју су окупирали Нијемци. Хиљаде људи из Црне Горе, међу којима и многи са Цетиња, покушали су да побегну и повукли су се према Словенији заједно са четницима којима је командовао Павле Ђуришић, који је и сам извршио више масакра локалних муслимана. Једини цивили који су остали на Цетињу у новембру 1944. године били су људи који су сматрали да немају разлога да се плаше или да се крију од било кога. Партизани су 13. новембра 1944. године ушли на Цетиње и без икаквог суђења стрељали 28 Цетињана. Партизани су 13. и 14. новембра убили 14 људи. Сви су по пријеком поступку погубљени на "Новом гробљу" Цетиње у Хумцима. Многи од њих били су угледни грађани попут Илије Зорића, историчара и директора Цетињског лицеја (Гимназије), директора школе на Цетињу са супругом, професора физике и хемије и супруге. Убиства нису била призната у званичној историографији за време владавине Комунистичке партије у Југославији.

## Позадина
Комунистичке снаге из Црне Горе припадале су неким од најокрутнијих елемената Титових партизана. Већ у јуну 1941. године Обласни комитет КПЈ за Црну Гору, Боку и Санџак издао је проглас којим позива људе на „коначну ликвидацију капиталистичког система“.
Упркос упутствима да умање револуционарну страну своје политике, вође црногорских партизана су у љето 1941. године, током устанка у Црној Гори, увели „совјетске елементе“, јер су устанак доживљавали као прву етапу комунистичке револуције. Комунистичка команда за Црну Гору је 27. јула 1941. године издала наредбу о формирању војних судова против оних које су доживљавали као пету колону, окончавши наређење прогласом „Патриоте, уништите пету колону и побједа је наша!“. Честа убиства у оквиру политике левичарских грешака почела су у Црној Гори од августа 1941. године, док је њен интензитет појачан од септембра 1941.  Партизани су заузели Колашин у јануару и фебруару 1942. године и окренули се против сваке стварне и потенцијалне опозиције, убивши око 300 људи, а њихове ишчашене лешеве бацили у јаме које су звали „пасје гробље“. Због овог и других примјера комунистичког терора, дио црногорског становништва се окренуо против партизана. Према Зборнику за историју, „земља без четника изненада је била преплављена четницима“, углавном због политике левичарских девијација.
Након почетног успјеха устанка у Црној Гори, партизани су преузели контролу над скоро цијелом територијом италијанског гувернатората Црне Горе и почели су да се боре против својих класних непријатеља. Знатан проценат становништва Црне Горе подржавао је четнике јер су се плашили „црвеног терора“. Крајем љета 1942. италијанске снаге су покренуле офанзиву против партизана који су побјегли у Босну, што је четницима дало прилику да започну режим у којем је почео терор над народом Црне Горе као освета за њихов ранији устанак. До краја 1944. године комунисти су окупирали већи дио Црне Горе.

## Масакр
Многи Цетињани одлучили су да не чекају улазак комуниста у град и отишли су са четницима којима је командовао Павле Ђуришић 12. новембра 1944. године, дан прије него што су комунисти ушли у град. Комунисти су пушкама и минобацачком ватром непрестано нападали и четнике и цивиле док су се они повлачили према Подгорици где су се окупљале масе људи да побегну од црвеног терора. Једини цивили који су у новембру 1944. године остали у граду били су људи који су сматрали да немају разлога да се плаше или крију од било кога. Комунистичке снаге које су ушле на Цетиње припадале су 10. црногорској ударној бригади. Чим су комунисти заузели Цетиње, у ноћи 13. новембра 1944. године, стрељали су по кратком поступку на десетине Цетињана. Сви су по пријеком поступку погубљени на "Новом гробљу" Цетиње у Хумцима. Комунисти су прво убили 14 људи 13. новембра и још 14 14. новембра 1944. Друга група цивила је погубљена на истој локацији као и прва група, такође без икаквог суђења и осуде. Након масакра, комунисти су објавили плакат на којем су објавили да су сви стрељани Цетињани осуђени на смрт због сарадње са окупаторима. Имена комуниста који су наредили и који су извршили егзекуције остала су непозната.
Најпознатија жртва комуниста на партизанском окупираном Цетињу био је Илија Зорић, историчар и директор Цетињског лицеја (Гимназије) познат и по свом раду за Цетињско позориште. Зорић је убијен друге ноћи масакра, док су на списку убијених прве ноћи масакра Јоко Грујичић који је био директор школе на Цетињу и његова супруга Милосава, др Јован I Петровић-Његош који је био проф. физике и хемије и његове супруге Милеве. На списку жртава је и бивши цетињски мајор Томо Милошевић, који је убијен иако је службену дужност обављао само за вријеме Краљевине Југославије, а не за вријеме окупације.

## Посљедице
Цетиње није било једино мјесто гдје су комунисти починили масакре 1944. године у Црној Гори. У 2019. години, 75 година након масовних убистава Цетињана без икаквог суђења и пресуде, једини подсјетник на овај масакр су поломљени крстови на необиљеженим гробовима на Цетињском гробљу са остацима убијених. Комунистичка масовна убиства Цетињана била су табу тема за званичну историографију током владавине комунистичког режима у Југославији. Историчар Вукић је нагласио да су све жртве погубљене по кратком поступку, иако је на свим јавним мјестима на Цетињу окачен постер са именима стрељаних на којем се наводи да су жртве убијане због сарадње са окупаторским силама Осовине. Никада нико од јавних личности из црногорског војног или политичког естаблишмента није осудио масакр који су починили комунисти, осим народног хероја Југославије генерал-пуковника Блаже Јанковиће који је признао да је „објашњење” убиства групе професора на Цетињу то што су их убили њихови бивши лоши ученици.